# FK Metta
Az FK Metta, 2007-2018 FS METTA/Latvijas Universitāte egy lett labdarúgócsapat melynek székhelye Riga városában található. Jelenleg a lett élvonalban szerepel. 
Hazai mérkőzéseiket a 10 461 fő befogadására alkalmas Daugava Stadionban játsszák.

## Történelem
Az FS METTA nevezetű klub 2006. május 2-án alakult. 2007-ben hozzá csatlakozott később a Lett Egyetem, a (Latvijas Universitāte) csapata és ketten együtt kialakítottak egy felnőtt labdarúgócsapatot. Először a másodosztályban szerepeltek, ahol a negyedik helyet szerezték meg első idényük végén. A következő négy évben szintén a második vonal tagjai voltak, mígnem 2011-ben megnyerték és feljutottak az első osztályba. A 2012–es bajnokság végén a nyolcadik pozícióban zártak.
A csapatot alkotót játékosok az egyetem legjobb labdarúgói és olyan gimnazisták közül kerülnek ki, akik a későbbiekben a lett egyetemen szeretnék folytatni tanulmányaikat. A kitűnő körülményeknek köszönhetően a diákoknak lehetőségük nyílik a tanulásra és a futballtudásuk fejlesztésére.
2020-ban a legfiatalabb élvonalbeli csapat volt Európában. A szezon végén a csapat átlagéletkora 19,5 év volt. 2020 szeptemberében Raimonds Krollis debütált a felnőtt válogatottban, ezzel ő lett a klub első olyan játékosa, aki végigjárta az egész Metta akadémiát, és játszott a válogatottban.

## Sikerei
Lett másodosztály
1. hely (1): 2011

## Játékosok

### Jelenlegi keret
2023. április 9-i állapotnak megfelelően.
| #  |     | Poszt | Név                 |
| -- | --- | ----- | ------------------- |
| 1  | LAT | K     | Jānis Beks          |
| 2  | LAT | V     | Gabriels Kirkils    |
| 3  | LAT | V     | Normunds Uldriķis   |
| 4  | LIT | KP    | Kristupas Keršys    |
| 5  | GEO | V     | Zurab Rukhadze      |
| 6  | LAT | KP    | Oskars Vientiess    |
| 7  | SEN | CS    | Mohamet Corréa      |
| 8  | SEN | KP    | Ousmane Sow         |
| 9  | LAT | CS    | Artjoms Puzirevskis |
| 10 | LAT | KP    | Lūkass Vapne        |
| 11 | LAT | CS    | Bruno Melnis        |
| 12 | LAT | K     | Alvis Sorokins      |

| #  |     | Poszt | Név                  |
| -- | --- | ----- | -------------------- |
| 13 | LAT | KP    | Tomass Zants         |
| 14 | LAT | KP    | Noa Meroža           |
| 15 | LAT | KP    | Daņiils Čiņajevs     |
| 16 | LAT | V     | Kārlis Vilnis        |
| 18 | LAT | V     | Mikus Vasilevskis    |
| 20 | LAT | KP    | Emils Aizpurietis    |
| 21 | LAT | KP    | Kristofers Rēķis     |
| 22 | LAT | V     | Rendijs Šibass       |
| 24 | LAT | K     | Ņikita Parfjonovs    |
| 26 | UKR | KP    | Oleksandr Kurtsev    |
| 27 | LAT | V     | Vladislavs Fjodorovs |

### Az év játékosai
| Szezon | Játékos            |
| ------ | ------------------ |
| 2006   | Jānis Kauss        |
| 2007   | Vladimirs Cīmanis  |
| 2008   | Ivars Gailis       |
| 2009   | Marsels Vapne      |
| 2010   | Juris Skābardis    |
| 2011   | Rūdolfs Puķītis    |
| 2012   | Mārtiņš Milašēvičs |
| 2013   | Gatis Kalniņš      |
| 2014   | Edgars Vardanjans  |
| 2015   | Eduards Emsis      |
| 2016   | Roberts Uldriķis   |
| 2017   | Dāvis Indrāns      |
| 2018   | Dāvis Ošs          |
| 2019   | Kgotso Masangane   |
| 2020   | Raimonds Krollis   |

## Menedzserek
- Riherts Andris (2006–2021)
- Andrejs Gluščuks (2021–2022)
- Andris Richerts (2022–)

## Külső hivatkozások
- Hivatalos honlap (lettül)
- Adatlapja az uefa.com-on (angolul)
- Legutóbbi eredményei a soccerway.com-on (angolul)